# 拉斐爾·梅迪納
拉斐爾·愛德華多·梅迪納（西班牙語：Rafael Eduardo Medina，1975年2月15日—），前美國職棒大聯盟右投手，曾在佛羅里達馬林魚打過2季。他還效力過巴拿馬棒球代表隊及中華職棒中信鯨。

## 職業生涯
梅迪納最初是在1992年和紐約洋基簽約成為自由契約球員。第二年，從洋基隊的小聯盟開始他的職業生涯；1994年在短期1A奧尼昂塔洋基度過，出賽14場繳出3勝7敗、防禦率4.66的成績。1995年，分別效力於1A格林斯伯勒蝙蝠和高階1A坦帕洋基。在坦帕洋基，梅迪納出賽6場，繳出防禦率2.37的成績；隨後被晉升到2A諾里奇領航員，出賽19場繳出5勝8敗、防禦率3.06、三振112次的成績。1996年球季結束後，他和魯本·李維拉一起被交易到聖地牙哥教士，換來伊良部秀輝和荷馬·布希。
1997年，梅迪納在教士隊3A拉斯維加斯之星度過，出賽13場繳出防禦率7.56的成績；不理想的數據和投球缺乏自信，使得球探不再認為他是頂級新秀。在教士隊度過一個賽季後，為了得到凱文·布朗，梅迪納和德瑞克·李、史蒂夫·霍夫一起被交易到佛羅里達馬林魚。1998年，梅迪納被放進馬林魚開幕戰球員名單中；該年總計出賽12場，繳出2勝6敗、防禦率6.01的成績。1999年，馬林魚隊將梅迪納從先發投手調整為後援投手。這年他分別在馬林魚隊和3A卡爾加里加農砲隊出賽；大聯盟出賽20場，繳出防禦率5.79的成績。
球季結束後，梅迪納被交易到亞特蘭大勇士；接下來的2年，他分別在3A雪城天領和曼菲斯紅鳥度過。2002年，梅迪納加入墨西哥棒球聯盟；期間曾經短暫效力中華職棒中信鯨，留下出賽1場、0勝1敗、防禦率7.20的成績。2009年代表巴拿馬參加第二屆世界棒球經典賽；出賽1場，主投三分之一局。

## 職棒生涯成績
美國職棒成績：
| 年度 | 球隊 | 勝場 | 敗場 | 防禦率 | 場次 | 先發 | 完投 | 完封 | 中繼 | 救援 | 局數 | 被安打 | 被全壘打 | 四壞 | 奪三振 | WHIP |
| 1998 | FLA  | 2    | 6    | 6.01   | 12   | 12   | 0    | 0    | 0    | 0    | 67.1 | 76     | 8        | 52   | 49     | 1.90 |
| 1999 | FLA  | 1    | 1    | 5.79   | 20   | 0    | 0    | 0    | 0    | 0    | 23.1 | 20     | 3        | 20   | 16     | 1.71 |
| 2年  | 2年  | 3    | 7    | 5.96   | 32   | 12   | 0    | 0    | 0    | 0    | 90.2 | 96     | 11       | 72   | 65     | 1.85 |

中華職棒成績：
| 年度 | 球隊   | 勝場 | 敗場 | 防禦率 | 場次 | 先發 | 完投 | 完封 | 中繼 | 救援 | 局數 | 被安打 | 被全壘打 | 四壞 | 奪三振 | WHIP |
| 2002 | 中信鯨 | 0    | 1    | 7.20   | 1    | 1    | 0    | 0    | --   | 0    | 5.0  | 4      | 0        | 4    | 2      | 1.60 |
| 1年  | 1年    | 0    | 1    | 7.20   | 1    | 1    | 0    | 0    | --   | 0    | 5.0  | 4      | 0        | 4    | 2      | 1.60 |

## 外部連結
- 拉斐爾·梅迪納在美國職棒（英语）
- 拉斐爾·梅迪納在中華職棒
- 拉斐爾·梅迪納在Baseball-Reference.com（大聯盟）（英语）
- 拉斐爾·梅迪納在Baseball-Reference.com（小聯盟以及海外聯盟）（英语）
- 拉斐爾·梅迪納在ESPN（MLB）（英语）
- 拉斐爾·梅迪納在The Baseball Cube（英语）